# Franjo Tuđman
Franjo Tuđman (souvent orthographié Franjo Tudjman) , né le 14 mai 1922 et mort le 10 décembre 1999, est un homme d'État croate. De 1990 à sa mort, il est président de la république socialiste de Croatie puis de la Croatie indépendante. Avec Slobodan Milošević, il est un des principaux artisans de la disparition de la Yougoslavie et du renouveau du nationalisme.
Pendant la Seconde Guerre mondiale, il combat au sein du mouvement des Partisans. Il devient ensuite général de l'Armée populaire yougoslave. Après sa carrière militaire, il est universitaire et historien.
Il prend part au Printemps croate, qui appelle à des réformes dans le pays. En 1972, il est emprisonné pour ses activités de dissident. Il se fait ensuite discret jusqu'à la fin du régime communiste.
En 1989, il entre en politique en fondant le parti conservateur Union démocratique croate (HDZ), qui remporte les premières élections post-communistes. L'année suivante, il est désigné par le Parlement président de la république socialiste de Croatie, l'une des six républiques fédérées de la république fédérative populaire de Yougoslavie.
Franjo Tuđman instaure une nouvelle Constitution et milite pour l'indépendance de la Croatie, qui est proclamée à la suite du référendum de 1991, où le « oui » obtient 93 % des suffrages exprimés. Cette initiative provoque une guerre d'indépendance, avec le soulèvement des régions à majorité serbe, soutenues par l'armée yougoslave.
En parallèle éclate la guerre croato-bosniaque, lors de laquelle Franjo Tuđman soutient la république croate d'Herceg-Bosna, un choix qui suscite les critiques de la communauté internationale. Ultérieurement, le TPIY condamnera son projet de création d'une entité ethniquement homogène sans toutefois le reconnaître coupable d'un crime spécifique.
En 1994, il signe l'accord de Washington avec le président bosniaque, Alija Izetbegović. L'année suivante, il autorise une offensive majeure, appelée « opération Tempête », qui met fin à la guerre en Croatie. Il est également signataire des accords de Dayton, qui mettent un terme aux combats interethniques en Bosnie.
Franjo Tuđman est élu président de la Croatie indépendante au suffrage universel en 1992 (58 % des voix au premier tour), puis est réélu en 1997 (61 % au premier tour). Il meurt en fonction à l'âge de 77 ans, des suites d'une hémorragie interne et des années après la découverte d'un cancer.
Alors que ses partisans soulignent son rôle dans l'obtention de l'indépendance croate, les critiques qualifient sa présidence d'autoritaire. Les enquêtes d'opinion conduites après sa disparition indiquent qu'il bénéficie d'une cote de popularité élevée au sein de la population croate.

## Origines
Franjo Tuđman est né à Veliko Trgovišće, un village de la région croate du Zagorje, au nord de la Croatie. Son frère aîné sera tué dans les rangs des Partisans au printemps de 1943.

## Sous le régime communiste

### Combats pendant la Seconde Guerre mondiale
Pendant la Seconde Guerre mondiale, Tuđman se bat du côté des Partisans de Tito. C’est là qu’il rencontre sa future femme Ankica Tuđman.
Jeune communiste, il rejoint les délégués croates au sein du Quartier général de l'armée populaire yougoslave de libération en janvier 1945. À la libération, il intègre la nouvelle armée de Tito et est affecté au bureau du personnel du Quartier général.

### Général de l’armée yougoslave
Il devient dans les années 1950 l’un des plus jeunes généraux de l’Armée populaire yougoslave. Il existe une polémique au sujet de ses qualités militaires, certains estimant qu’il doit son grade à sa région d’origine (le Zagorje) dont peu de partisans étaient originaires, la plupart de ses habitants ayant collaboré (avec l’occupant nazi). D’autres réfutent ces accusations et estiment que Tuđman était certainement un des généraux de Tito les plus éduqués. Son livre de 1957 Rat protiv rata (La Guerre contre la guerre), couvrant différents événements militaires d’Hannibal aux partisans en passant par Napoléon, fut le sujet d’étude de nombreux futurs généraux de l’Armée populaire yougoslave.
Tuđman quitte le service actif en 1961 et fonde l'Institut pour l’histoire du mouvement des travailleurs croates (Institut za historiju radničkoga pokreta Hrvatske), dont il est le directeur jusqu’en 1967.

### Dissident

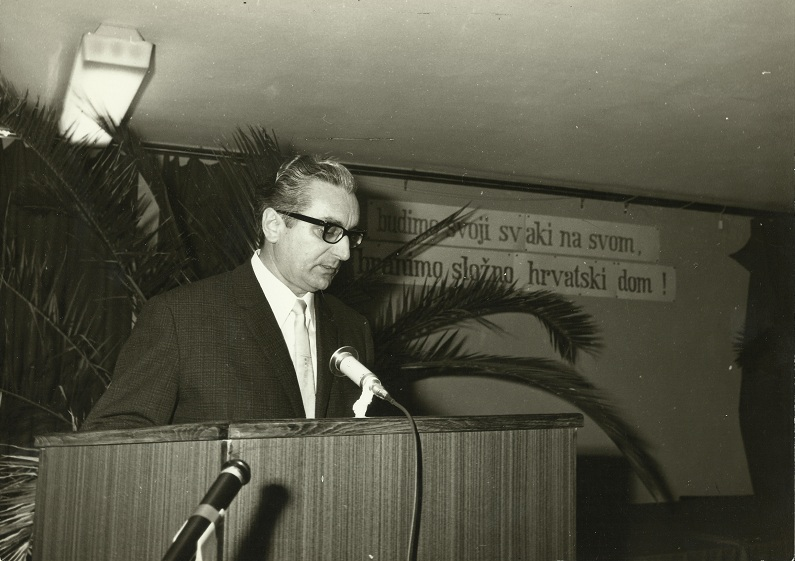
Franjo Tuđman en 1971.

En plus de son livre sur la guérilla, Rat protiv rata, Tuđman écrit un certain nombre d’articles critiquant le Parti communiste de Yougoslavie dont il est exclu. Son œuvre la plus importante de cette époque est Velike ideje i mali narodi (Grandes idées et petites nations) à propos de l’histoire politique et le dogme de l’élite politique yougoslave.
En 1972, il est condamné à deux ans de prison pour sa participation au printemps croate (il est libéré après neuf mois). Le printemps croate est un mouvement réformiste prônant de plus grands droits et une plus grande reconnaissance de la Croatie au sein de la république fédérative socialiste de Yougoslavie. La contestation est réprimée par la police et l'armée.
À cette période, Tuđman critique le rôle du centralisme en Yougoslavie et aussi l’idéologie à la base de l’État. L’idée romantique de nation panslave née au XIXe a été, selon lui, pervertie dans l'État yougoslave par la prépondérance serbe au niveau de la culture, de l’économie, de l’administration et de l’armée. Il critique aussi le dénombrement des victimes du camp de concentration de Jasenovac, ce qui constitue le début d’une longue polémique divisant les historiens nationalistes serbes et croates.
À propos du communisme et de l’idée de parti unique, Tuđman reste cependant dans la ligne du parti.
Tuđman est condamné à trois ans de prison, en 1981, pour activités nationalistes après un entretien donné à une télévision suédoise dans lequel il parle de la position de la Croatie au sein de la république fédérative socialiste de Yougoslavie. Il est libéré après onze mois de détention.

## Accusations de négationnisme
Plusieurs personnalités juives, dont le prix Nobel de la paix Elie Wiesel, ont dénoncé le négationnisme de Franjo Tuđman. Israël n'a jamais envoyé d'ambassadeur en Croatie tant que Franjo Tuđman fut chef de l'État croate, malgré les excuses de celui-ci.
En 1989, Tuđman publie son livre le plus connu, Les Horreurs de la guerre, dans lequel il remet en question le nombre de victimes en Yougoslavie pendant la Seconde Guerre mondiale. Ce livre, qui mélange méditations sur le rôle de la violence dans l’histoire du monde et expérience personnelle, dénonce une hyperinflation du nombre de victimes serbes dans l'État indépendant de Croatie (NDH).

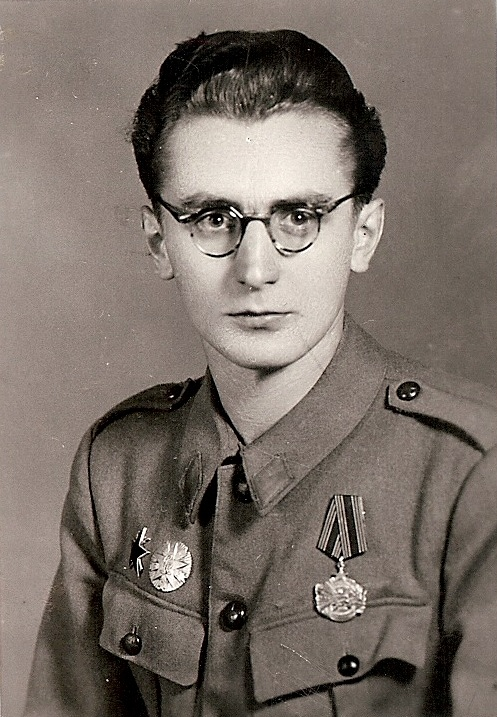
Franjo Tuđman, membre des Partisans yougoslaves.

Selon Tuđman les historiens annonçaient que le nombre de Serbes tués dans le camp de concentration de Jasenovac se situait entre 500 000 et 800 000. Comme les recherches du Croate Vladimir Šerjavić, dont les résultats concordent avec ceux du Serbe Bogoljub Kočović, l'ont montré, ces chiffres sont inexacts et auraient été utilisés par la propagande pour dénoncer les Oustachis, un des ennemis de la Seconde Guerre mondiale, vaincus par les Partisans communistes. Franjo Tuđman affirme que ces chiffres, clamés comme scientifiques, notamment par l'intelligentsia serbe, avaient pour but de justifier la domination serbe sur la Yougoslavie post-Tito. Tuđman affirme que le nombre de l'ensemble des victimes du camp de Jasenovac (Serbes, Juifs, Tsiganes, Croates, et autres) se situait entre 30 000 et 60 000, ce qui était bien inférieur aux chiffres officiels et déclenche alors de grandes polémiques. D’après Le Monde diplomatique, sous la présidence Tuđman, la Croatie commence à s'éloigner de l’héritage de la résistance antifasciste de la Seconde Guerre mondiale et à réhabiliter les Oustachis.
Une autre polémique concerne le supposé antisémitisme de Tuđman. Dans son livre, s’appuyant sur les chiffres de l'historien allemand Weitlinger, il affirme que le nombre de victimes juives de la Shoah se situe aux alentours de 4 millions, et non entre 5 et 6 millions, chiffre fréquemment cité. Le 22 avril 1993, le New York Times annonce que Tuđman affirmerait que seulement 900 000 Juifs ont péri dans l’Holocauste. D’autres passages de son livre sont interprétés comme antisémites, dont une courte description du rôle des Juifs dans l'histoire, et un passage, fondé sur le livre de Ante Ciliga Sam kroz Evropu u ratu (1939-1945) (trad. fr. Seul à travers la guerre en Europe (1939-1945)) décrivant la vie d'un détenu au camp de Jasenovac et ses relations avec son compagnon de chambrée juif. Il décrit les Juifs comme la « nation la moins heureuse du monde, toujours victime de ses ambitions et de celles des autres », et ajoute que « quiconque essaie de montrer qu’ils sont la source même de leur tragédie est rangé parmi les antisémites et est l’objet de haine de la part des Juifs ». Plus tard, Tuđman émet l'idée d'exhumer les restes d'Oustachis et de les placer dans le camp de concentration de Jasenovac, pour forcer une réconciliation des victimes avec leurs bourreaux et en 1990, Tuđman déclare : « Dieu merci, je suis content que ma femme ne soit ni serbe, ni juive »,,. Il est d'ailleurs par la suite considéré comme un écrivain révisionniste minimisant les crimes croates de la Seconde Guerre mondiale. À noter que le journal de centre-gauche israélien Haaretz a admis que le chiffre de six millions n'a jamais été supposé être un chiffre exact.
En 1998, l'arrestation en Argentine de Dinko Šakić, l'ancien commandant du camp de concentration de Jasenovac, a suscité l'embarras du gouvernement croate, ce dernier étant réticent à demander son extradition, qui serait allée à l'encontre de la politique de réhabilitation des Oustachis.

## Programme politique
À la fin des années 1980, alors que la république fédérative socialiste de Yougoslavie avance vers sa dislocation, Tuđman écrit un programme nationaliste que l’on peut résumer ainsi :
- la création d'un État-nation croate ;
- même si le but de Tuđman était la Croatie indépendante, il pensait que cela devait passer par une confédération yougoslave avec une grande décentralisation et une démocratisation ;
- Tuđman voyait l'avenir de la Croatie dans un État capitaliste plus proche de l’Europe centrale et éloigné des Balkans ;
- il affirmait que la JNA (Armée populaire yougoslave) avait été mise sous contrôle des Serbes nationalistes en moins de quatre ans, à la fois ethniquement et idéologiquement. Les Serbes qui constituaient 40 % de la population représentaient 80 % des officiers de l’armée yougoslave ;
- concernant la Bosnie-Herzégovine, Tuđman affirmait que les Bosniens musulmans, ou Bosniaques, étaient des Croates de confession musulmane, et qu'une fois libérés du communisme, ils s’affirmeraient comme Croates, faisant de la Bosnie un pays majoritairement croate (avec 44 % de Bosniaques, 17 % de Croates, et 33 % de Serbes). Cela ne se produisit pas.

## Président de la République
Les tensions au sein du Parti communiste de Yougoslavie amènent le gouvernement fédéral à organiser les premières élections multipartites depuis 1945.

### Élection
Les liens de Tuđman avec la diaspora croate lui permettent de créer l'Union démocratique croate (« Hrvatska demokratska zajednica » ou HDZ) en 1989, parti qui restera au pouvoir jusqu’en 2000. Le parti est un mouvement nationaliste revendiquant la tradition historique et culturelle croate et prônant les valeurs liées au catholicisme. Le but est alors de créer un État-nation croate et de gagner l’indépendance. Il annonce vouloir rétablir la Croatie dans ses frontières naturelles et historiques, qui aurait inclus la Bosnie-Herzégovine et se serait étendu jusqu'à la rivière Drina.
Le HDZ remporte plus de 60 % des sièges du Sabor (voir Élection parlementaire croate de 1990) et à la suite de la modification de la constitution, Tuđman est élu président de la République le 30 mai 1990. Il forme un gouvernement non communiste avec à sa tête Stjepan Mesić. Les républiques de Slovénie et de Bosnie-Herzégovine élisent aussi des gouvernements non communistes, tandis que les communistes gardent le pouvoir en Serbie-et-Monténégro.
En octobre 1990, la Croatie comme la Slovénie propose de transformer l'État fédéral en confédération d’États souverains coiffée d’un parlement consultatif, menaçant de faire sécession si cela ne se produit pas. Le 21 décembre 1990, la Croatie adopte une nouvelle Constitution, lui conférant le droit de faire sécession.

### Guerre de Croatie
Le 31 mars 1991, les premiers incidents éclatent au Parc national des lacs de Plitvice entre les milices serbes de la Krajina et les forces croates. Le 12 mai un référendum illégal est organisé en Krajina. Les Serbes se prononcent pour un rattachement à la république de Serbie si la Croatie fait sécession. Le 19 mai, la république de Croatie organise un référendum. Près de 95 % des votes sont pour un État souverain et indépendant, libre de s'associer aux autres républiques de la fédération yougoslave. Le référendum obtient une participation de 70 % ; il est boudé par la minorité serbe (11 % de la population). Ces évènements, ainsi que la déclaration de la région de la Krajina proclamant son rattachement à la république de Serbie, plongent la Croatie dans la guerre.
Tuđman se révélera être un fin stratège sur le plan diplomatique et militaire et arrivera à créer une armée croate. Il profite des cessez-le-feu pour faire passer l'armée croate de 7 à 64 brigades après vingt cessez-le-feu, et ceci malgré un embargo sur les armes. Lors de la guerre en Bosnie Tuđman rencontre 47 fois Slobodan Milošević en dix ans pour s’accorder sur le partage de la Bosnie et la réoccupation de la république serbe de Krajina par la Croatie, point qui mènera certains membres du HDZ à quitter le parti. En 1994, Stjepan Mesić quitte le HDZ pour former un nouveau parti, les Démocrates indépendants croate (HND).
En août 1995, à l’approche de la fin de la guerre de Croatie, il déclenche l'opération « Tempête » afin que le pays reconquière la république serbe autoproclamée de Krajina. D'une durée de quatre jours, l'opération aboutit à un nettoyage ethnique des Serbes de la région.

### Guerre de Bosnie

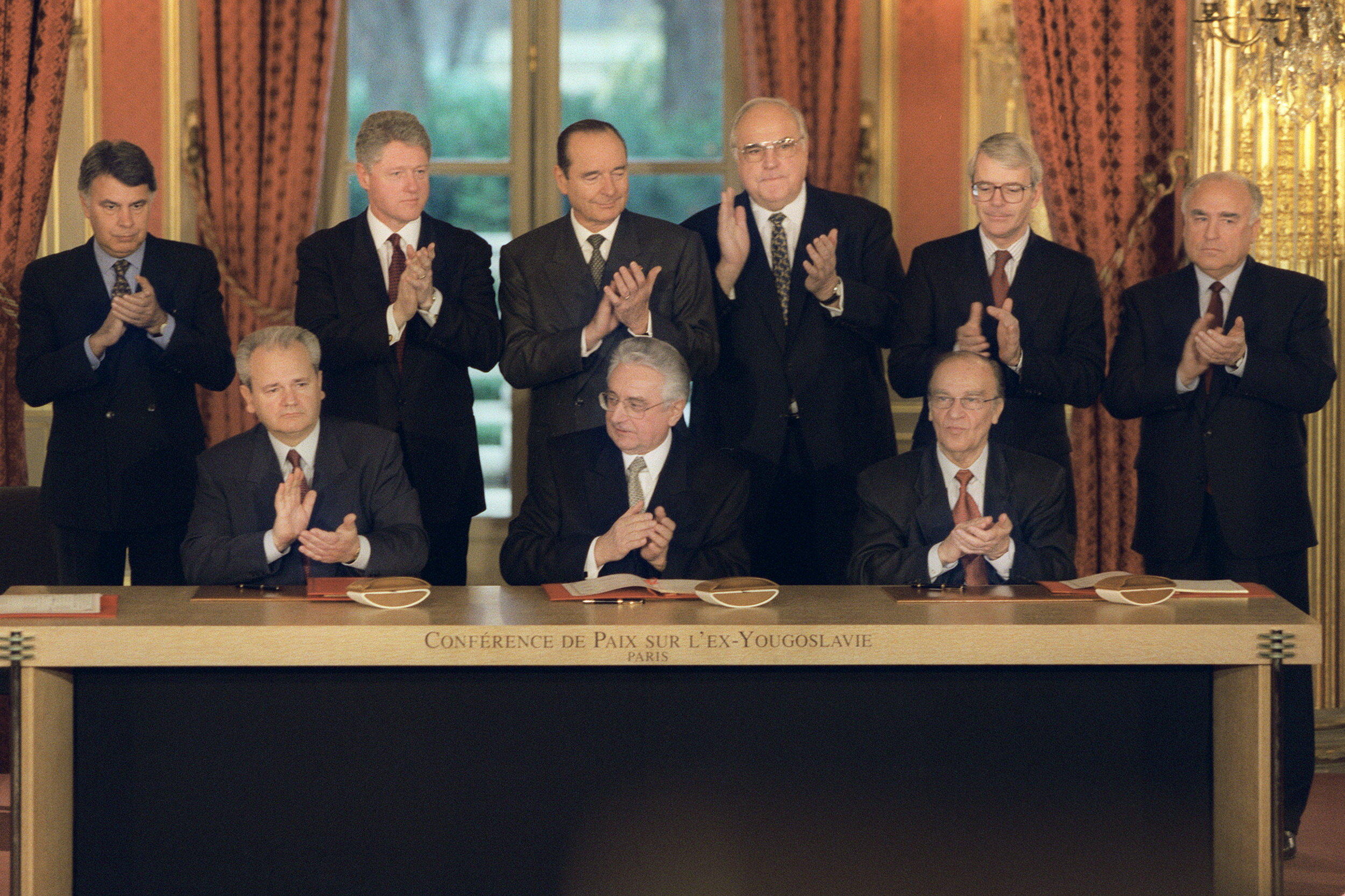
Signature des accords de Dayton. Assis (de gauche à droite) : le président de la Serbie Slobodan Milosevic, le président de la Croatie Franjo Tudjman, le président de la Bosnie-Herzégovine Alija Izetbegovic

Pendant la guerre de Bosnie, la Croatie de Tuđman apporte son soutien militaire aux Croates de Bosnie, notamment lorsqu'ils tentent de créer un État dans les régions du pays qu'ils contrôlent, sous le nom de communauté puis de république d'Herceg-Bosna. En 2013, le Tribunal pénal international pour l'ex-Yougoslavie reconnaît que les forces du Conseil de défense croate (l'organe militaire des Croates de Bosnie), ont mené une « campagne de nettoyage ethnique à l’encontre de la population non croate. […] Un certain nombre de personnes ont participé et contribué à l’entreprise criminelle commune, dont Franjo Tudjman, Président de la république de Croatie […] ».

### Dernières années

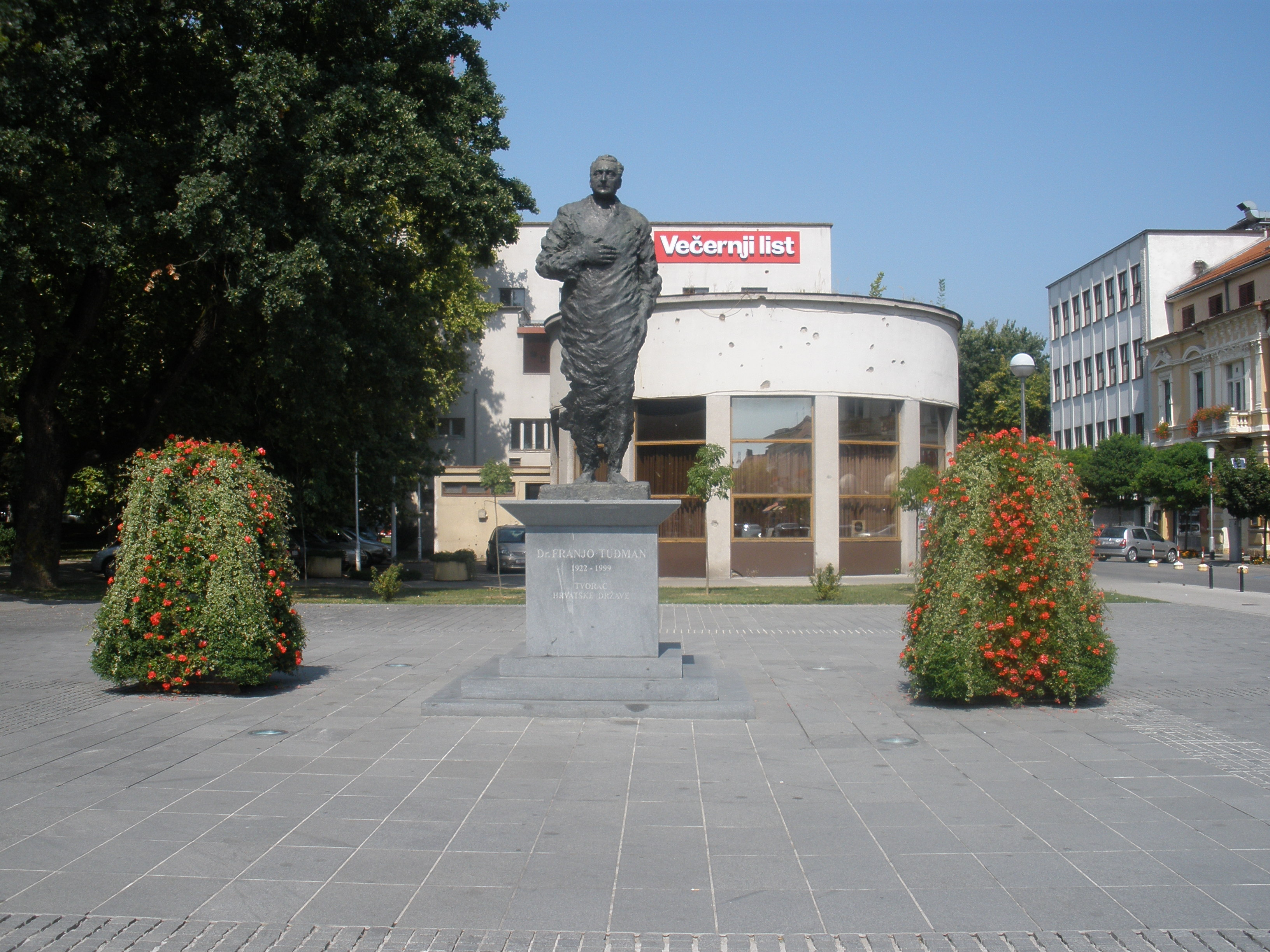
Monument consacré à Franjo Tuđman dans Slavonski Brod

Tuđman mène une politique de privatisation de l'économie croate. Il lui est reproché d'avoir « bradé » les entreprises croates à des profiteurs de guerre.
Il est élu deux fois au suffrage universel : en 1992 (57,8 % des voix au premier tour) et 1997 (61,4 % des voix au premier tour).
Atteint d'un cancer dès 1993, il meurt d’une hémorragie interne dans la nuit du 9 au 10 décembre 1999.

## Critiques

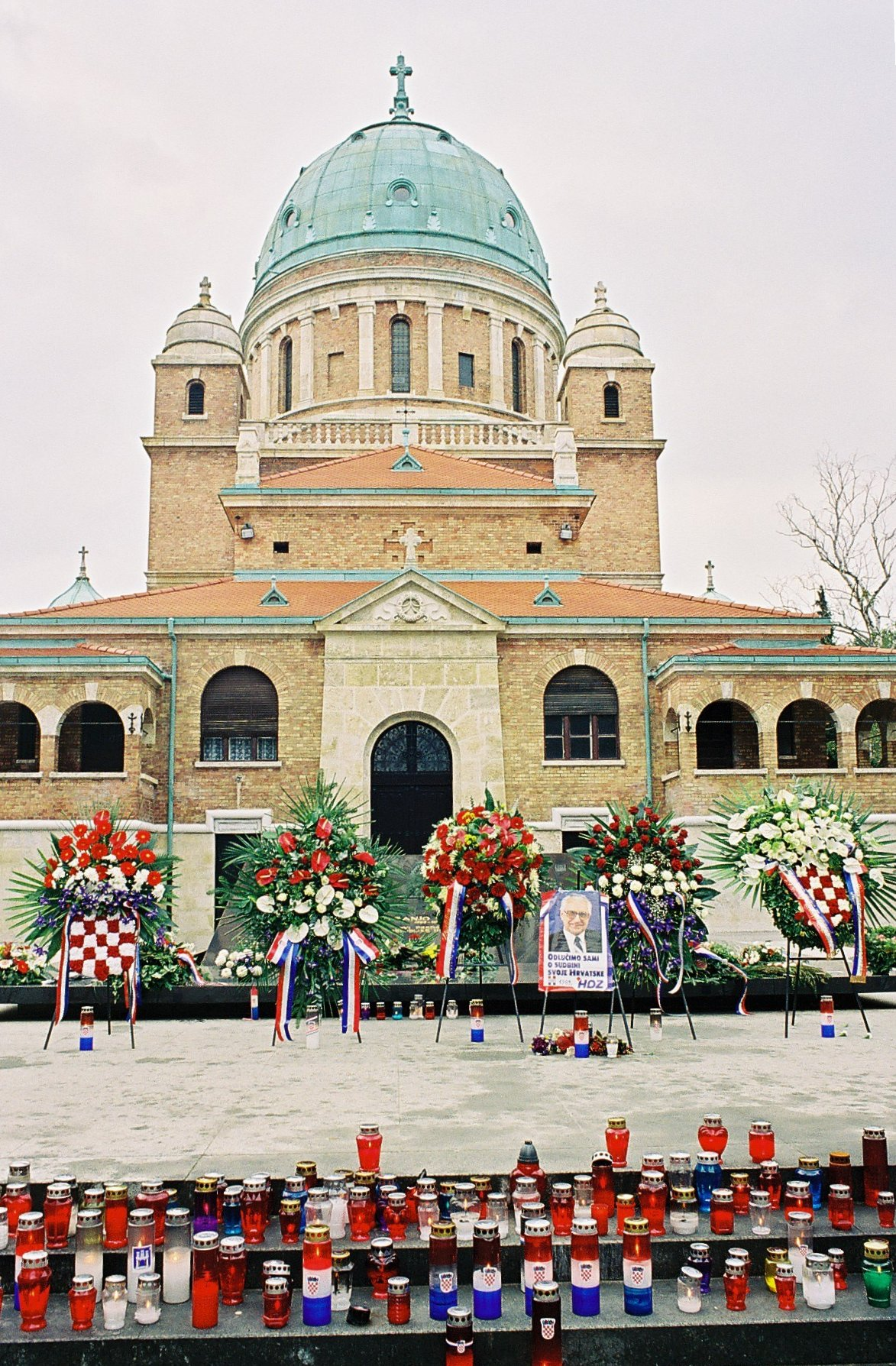
La tombe de Tuđman, octobre 2005

Lors de la Crise de Zagreb en octobre 1995, il refuse de confirmer l'élection du maire de Zagreb – il en a légalement le droit, le maire de Zagreb est aussi župan, ou préfet, – exprimant ainsi son refus de laisser l'opposition s'installer dans la capitale croate.
Le 15 mars 1996, il passe une loi instaurant le délit de presse, qui permet au président de poursuivre en justice les journalistes qui lui auraient porté atteinte. En 1996, la rédaction de Feral Tribune est interrogée par la police pour avoir dénoncé le souhait du président d'inhumer, dans un mémorial aux victimes du nazisme, des dépouilles de combattants croates fascistes. L'hebdomadaire Panorama ferme pour des « problèmes d'hygiène dans les locaux du journal », Ivo Pukanić, de l'hebdomadaire Nacional, est inculpé pour « avoir publié des informations nuisant à l'image de marque de la Croatie ». Malgré cela des fonctionnaires de l'Unesco soulignaient fin mai 1996 que « la situation de la Presse en Croatie est tout de même plus nuancée que véritablement explosive »
Tuđman est mort avant qu’il ne puisse être inculpé par le Tribunal pénal international pour l'ex-Yougoslavie, mais, en 2011, le tribunal l’identifie comme le chef d’une entreprise criminelle de nettoyage ethnique de la Croatie contre les Serbes.
Sur le cas de l’opération Tempête, trois Croates furent inculpés pour l’organisation du nettoyage ethnique dans la république serbe de Krajina, Ivan Čermak, Mladen Markač, et Ante Gotovina. Gotovina et Markac furent jugés coupables de purification ethnique et condamnés à 24 et 18 ans de prison, puis acquittés par le même Tribunal le 16 novembre 2012 .